# Światło (DTP)
Światło – potoczne określenie każdego pustego miejsca pomiędzy elementami tekstowymi lub graficznymi na kolumnie publikacji poligraficznej lub innej podobnej, np. na stronie internetowej lub w prezentacji multimedialnej. Światła mogą być w pustych miejscach, ale także na jednolitych lub wzorzystych tłach.
Światła są niezbędne, aby informacja tekstowo-graficzna prezentowała się w sposób estetyczny i funkcjonalny. Zbyt duże zagęszczenie wszelkich elementów na stronie powoduje, że światła nie ma, a więc publikacja „nie oddycha”. Odbiorca ma wrażenie nadmiernego ścisku, tłoku, a czasem nawet bałaganu, i to nawet w sytuacji usystematyzowanego ułożenia wszystkich elementów względem siebie. Odbiór przekazu jest utrudniony, ponieważ niedobór światła uniemożliwia szybkie rozróżnianie formalnych elementów budowy strony (np. rozróżnianie sąsiednich pionowych bloków tekstu). Natomiast stosowanie nadmiaru światła jest dozwolone w niemal wszystkich sytuacjach – a poprawność jego użycia jest uzależniona jedynie od koncepcji projektanta. Jedynym zastrzeżeniem jest tutaj światło wewnątrz akapitu tekstu, w którym zbyt duże odległości pomiędzy sąsiednimi wierszami tekstu są ewidentnym błędem projektowym, rozpraszającym uwagę odbiorcy od zintegrowanego tematycznie bloku informacji.
Do świateł zaliczamy:
- światła międzyznakowe – regulowane typograficznie za pomocą kerningu (definiowanie świateł dla określonych par znaków) i trackingu (ogólne regulowanie odstępów międzyznakowych)
- światła międzyzdaniowe – w polskiej typografii nie są stosowane, występują czasami w innych typografiach, ale nie są normą
- światła międzywierszowe – czyli interlinia (regulowana leadingiem)
- światła międzyakapitowe
- światła międzyłamowe
- marginesy kolumn
- oraz wszelkie odstępy pomiędzy elementami graficznymi (między sobą, albo między nimi i tekstem)